# Водяна (притока Грузької)
Водяна — річка у Кропивницькому районі Кіровоградської області, ліва притока Грузької (басейн Південного Бугу).

## Опис
Довжина річки приблизно 11 км.

## Розташування
Бере початок в селі Олексіївка. Тече на південний схід через село Мальовниче. На території села Катеринівка впадає у річку Грузьку, праву притоку Інгулу.